# Markku Pusenius
Markku Pusenius, född 29 maj 1964 i Lahtis, är en finländsk tidigare backhoppare. Han representerade hemstadens Lahden Hiihtoseura.

## Karriär
Markku Pusenius kvalificerade sig för finländska landslaget i backhoppning 1981. Han debuterade i världscupen på hemmaplan i stora backen i Lahtis 7 mars 1981. Finland vann tävlingen dubbelt med Jari Puikkonen 2,2 poäng före Matti Nykänen. Pusenius kom på prispallen första gången i en deltävling i världscupen i Harrachov i dåvarande Tjeckoslovakien 8 januari 1983 då han blev nummer två, bara slagen av Holger Freitag från Östtyskland med 0,6 poäng. Dagen efter i samma backen blev Pusenius nummer tre, efter segrande hemmahopparen Pavel Ploc och Klaus Ostwald från Östtyskland. Säsongen 1982/1983 var Pusenius som bäst och slutade som nummer 21 sammanlagt. 
Pusenius startade i junior-VM 1982 i Murau i Österrike. Där vann han en silvermedalj i normalbacken (K70), bara slagen av Ernst Vettori från Österrike.
Under Skid-VM 1984, som bestod av lagtävlingar med backhoppning i Engelberg i Schweiz och nordisk kombination i  Rovaniemi i Finland, eftersom grenarna inte fanns med vid olympiska vinterspelen 1984 i Sarajevo i det dåvarande Jugoslavien, tävlade Markku Pusenius i det finländska laget tillsammans med Pentti Kokkonen, Jari Puikkonen och Matti Nykänen. Finalnd lyckades vinna lagtävlingen 46,1 poäng före Östtyskland och 54,2 poäng före laget från Tjeckoslovakien.
Markku Pusenius deltog under olympiska spelen 1984 i Sarajevo. Det arrangerades tävlingar i de individuella grenarna och Pusenius blev nummer 20 i normalbacken och nummer 16 i stora backen. 
Pusenius startade också i tävlingen i stora backen under Skid-VM 1985 i Seefeld in Tirol i Österrike. Han blev nummer 35 i en tävling där Per Bergerud från Norge vann före finländarna Jari Puikkonen och Matti Nykänen. Finland vann lagtävlingen utan Pusenius i laget.
Markku Pusenius hoppade i sin sista världscuptävling på hemmaplan i stora backen i Lahtis 2 mars Sportåret 1986. Han blev nummer 12 i sin sista världscuptävling. Landsmännen Matti Nykänen och Pekka Suorsa vann dubbelt. Pusenius avslutade backhoppskarriären 1986.